# فيكتوريا فيودوروفا
فيكتوريا فيودوروفا (بالروسية: Виктория Фёдорова)‏ هي كاتِبة وكاتبة سيناريو وممثلة أمريكية (وحملت سابقاً جنسية الاتحاد السوفيتي)، ولدت في 18 يناير 1946 في موسكو في روسيا، وتوفيت في 5 سبتمبر 2012 في Greenwich Township, Pennsylvania ‏ في الولايات المتحدة بسبب نفاخ رئوي.

## وصلات خارجية
- فيكتوريا فيودوروفا على موقع IMDb (الإنجليزية)
- فيكتوريا فيودوروفا على موقع أول موفي (الإنجليزية)
- فيكتوريا فيودوروفا على موقع قاعدة بيانات الفيلم (الإنجليزية)
- فيكتوريا فيودوروفا على موقع كينوبويسك (الروسية)